# Efferia bastardi
Efferia bastardi là một loài ruồi trong họ Asilidae. Efferia bastardi được Macquart miêu tả năm 1838. Loài này phân bố ở vùng Tân Bắc giới.